# Пойнт-Лей (аэропорт)
Аэропорт Пойнт-Лей LRRS, также известный под именем Аэропорт Пойнт-Лей (англ. Point Lay LRRS Airport), (ИАТА: PIZ, ИКАО: PPIZ, FAA LID: PIZ) — аэропорт совместного базирования, принадлежащий правительству Соединённых Штатов Америки и расположенный в населённом пункте Пойнт-Лей (Аляска), США. Акроним LRRS означает «Станция радаров дальнего действия» или «Площадка радаров дальнего действия». (англ. Long Range Radar Site, Long Range Radar Station).

## Операционная деятельность
Аэропорт Пойнт-Лей LRRS находится на высоте 8 метров над уровнем моря и эксплуатирует одну взлётно-посадочную полосу:
- 5/23 размерами 1073 х 24 метров с гравийным покрытием.

За период с 31 декабря 2005 года по 31 декабря 2006 года Аэропорт Пойнт-Лей LRRS обработал 120 операций взлётов и посадок самолётов (в среднем 10 операций ежемесячно), из них 42 % пришлось на рейсы аэротакси, 42 % составила военная авиация и 16 % — рейсы авиации общего назначения.: